# Île Bono
Pour les articles homonymes, voir Bono (homonymie).
L'île Bono (breton : Enez Bonno) est une île appartenant à l'archipel des Sept-Îles, en Bretagne.

## Géographie
Elle se situe au centre de l'archipel et fait partie de la réserve naturelle nationale des Sept-Îles.

## Histoire
L'île est connue pour son dolmen, classé monument historique. 
Une batterie y est édifiée dans la seconde moitié du XVIIIe siècle.